# Schweizerdegen

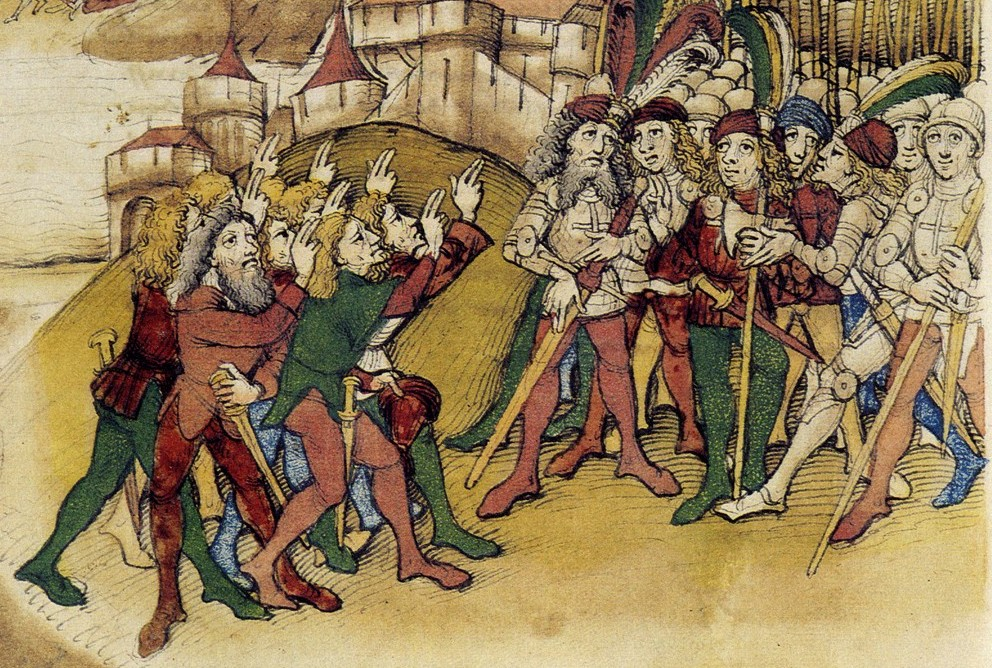
Fantaccini svizzeri con Schweizerdegen - Chronicon di Spiezer Schilling

La Schweizerdegen ("Daga svizzera" in lingua italiana) è un'arma bianca manesca del tipo spada corta (daga) in uso ai mercenari svizzeri nel Tardo Medioevo e Rinascimento. Sviluppata dal modello dello Schweizerdolch, era l'arma "secondaria" più diffusa tra i fantaccini elvetici, da impugnarsi in alternativa/sostituzione alla picca, all'alabarda o allo spadone a due mani. Era caratterizzata dall'elsa con pomolo e guardia costituiti da due placche metalliche a crescente, fronteggiantesi rispetto al manico.